# NGC 4750
NGC 4750 је спирална галаксија у сазвежђу Змај која се налази на NGC листи објеката дубоког неба.
Деклинација објекта је + 72° 52' 28" а ректасцензија 12h 50m 6,5s. Привидна величина (магнитуда) објекта NGC 4750 износи 11,2 а фотографска магнитуда 12,1. Налази се на удаљености од 26,1000 милиона парсека од Сунца. NGC 4750 је још познат и под ознакама UGC 7994, MCG 12-12-19, CGCG 335-25, IRAS 12483+7308, PGC 43426.